# Okręg wyborczy Calare
Okręg wyborczy Calare (ang. Division of Calare) – jednomandatowy okręg wyborczy do Izby Reprezentantów Australii, położony w Nowej Południowej Walii, na zachód od aglomeracji Sydney. Jego nazwa pochodzi od aborygeńskiego określenia rzeki Lachlan. Pierwsze wybory odbyły się tam w 1906 roku.

## Lista posłów
| okres urzędowania | poseł           | przynależność                                                                        |
| ----------------- | --------------- | ------------------------------------------------------------------------------------ |
| 1906-1913         | Thomas Brown    | Australijska Partia Pracy                                                            |
| 1913-1919         | Henry Pigott    | Związkowa Partia Liberalna (1913-1917) Nacjonalistyczna Partia Australii (1917-1919) |
| 1919-1922         | Thomas Lavelle  | Australijska Partia Pracy                                                            |
| 1922-1929         | Neville Howse   | Nacjonalistyczna Partia Australii                                                    |
| 1929-1931         | George Gibbons  | Australijska Partia Pracy                                                            |
| 1931-1940         | Harold Thorby   | Partia Wiejska                                                                       |
| 1940-1946         | John Breen      | Australijska Partia Pracy                                                            |
| 1946-1960         | John Howse      | Liberalna Partia Australii                                                           |
| 1960-1975         | John England    | Partia Wiejska                                                                       |
| 1975-1983         | Sandy Mackenzie | Narodowa Partia Wiejska (1975-1982) Narodowa Partia Australii (1982-1983)            |
| 1983-1996         | David Simmons   | Australijska Partia Pracy                                                            |
| 1996-2007         | Peter Andren    | niezrzeszony                                                                         |
| 2007-2016         | John Cobb       | Narodowa Partia Australii                                                            |
| od 2016           | Andrew Gee      | Narodowa Partia Australii                                                            |

źródło:

## Dawne granice

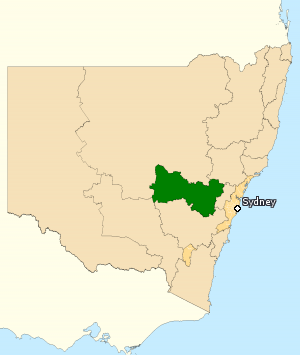
Okręg w granicach z 2010